# Carl Jensen (Politiker, 1906)
Carl Jensen (* 9. Juni 1906 in Flensburg; † 5. September 1987) war ein deutscher Politiker (CDU). Er war von 1967 bis 1971 Mitglied des Landtags von Schleswig-Holstein.

## Leben und Beruf
Carl Jensen besuchte zunächst die Realschule, später auch die Heimvolkshochschule „Dithmarscher Landesschule“ in Lunden. Ein Musikstudium schloss er mit dem Organistenexamen ab. Er absolvierte eine Verwaltungsausbildung und wurde Verwaltungsleiter im Reichsnährstand. Nach dem Zweiten Weltkrieg war er ab 1947 beruflich als Kreisgeschäftsführer der Kreishandwerkerschaft Plön tätig.
Jensen war verheiratet und Vater zweier Kinder.

## Politik
Im Jahr 1948 trat Jensen in die CDU ein und wurde später stellvertretender CDU-Kreisvorsitzender im Kreis Plön. 1951 wurde er Kreistagsabgeordneter und war dort Mitglied des Kreisausschusses, Vorsitzender des Kreisschul- und Kulturausschusses sowie Mitglied des Bauausschusses. Von 1955 bis 1957 war er CDU-Fraktionsvorsitzender im Kreistag, später hatte er noch den stellvertretenden Fraktionsvorsitz inne.
Daneben war Jensen auch Mitglied des Aufsichtsrats der Plöner Volksbank, Mitglied des Vorstands des Kuratoriums für Rentnerwohnheimbauten und stellvertretender Vorsitzender des Museumsvereins Plön.
Bei der Landtagswahl in Schleswig-Holstein 1967 wurde er als Direktkandidat der CDU im Wahlkreis 31 (Plön-Süd) in den schleswig-holsteinischen Landtag gewählt. Jensen war Mitglied des Landtags vom 16. Mai 1967 bis zum 15. Mai 1971. Während seiner Zeit im Landtag war unter anderem Mitglied im Ausschuss für Verfassung und Geschäftsordnung, im Wirtschaftsausschuss sowie im Volksbildungsausschuss, wo er zeitweise den stellvertretenden Vorsitz innehatte.